# 吉爾吉斯斯坦基督教
吉爾吉斯斯坦基督教（Christianity in Kyrgyzstan）在吉爾吉斯斯坦有著悠久的基督教歷史，其最早的考古遺跡可追溯到公元7世紀的現代Suyab東正教會。到9世紀，東方正教的大主教管區管轄中亞的基督徒。儘管現在人口主要是突厥人，但到14世紀時，今天的吉爾吉斯斯坦還是波斯語人口的領域。